# Oto Okoličány
Oto Okoličány (29. září 1918, Likavka – 20. červen 1967, Bratislava) byl lékař-urolog a lední hokejista.

## Rodina
- Otec Vojtech Okoličány
- Matka Irena rod. Mastičová
- Manželka Štefánia rod. Debnárová

## Životopis
Studoval medicínu na Lékařské fakultě univerzity v Bratislavě, 1944 MUDr. Roku 1944 nastoupil vojenskou základní službu v lékařské škole v Ružomberku. Průkopník v oblasti urologické medicíny, zejména urogenitální tuberkulózy, ovládal moderní vyšetřovací metody a operační techniku. Působil v Krajské nemocnici Podunajské Biskupice, kde vybudoval oddělení urogenitální tuberkulózy, které vedl až do smrti. Odborník na operace resekce ledviny a močových orgánů, externí lektor postgraduálního studia vzdělávání lékařů. Člen domácích a mezinárodních lékařských společností. Hokejový reprezentant Slovenska, člen ŠK Slovan Bratislava. Autor odborných filmů, přednášek, studií a článků.